# L'amico Fritz
L'amico Fritz és una òpera amb elements veristes en tres actes de Pietro Mascagni segons un llibret de Nicola Daspuro (amb addicions de Giovanni Targioni-Tozzetti), basat en la novel·la francesa L'ami Fritz d'Erckmann-Chatrian. Es va estrenar al Teatro Costanzi de Roma el 31 d'octubre de 1891.
Tot i que l'òpera va tenir un cert èxit en el seu dia i és probablement l'obra més famosa de Mascagni després de Cavalleria rusticana, avui en dia es representa molt més rarament que Cavalleria, que segueix sent l'única obra popular de Mascagni fora d'Itàlia, on encara es troben actives L'amico Fritz i Iris en el repertori. El duo de les cireres entre Fritz i Suzel a l'acte II és la peça més coneguda de l'òpera i sovint es representa per separat en concert.

## Origen i context

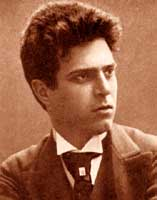
Pietro Mascagni

El reconeixement a Mascagni va arribar de manera vertiginosa el 17 de maig de 1890 amb l'estrena de la seva primera òpera, Cavalleria rusticana; de fet, a partir de llavors les coses van anar al revés del que seria esperable: costa avall. De les disset obres que va escriure per a l'escenari només L'amico Fritz i Iris han perdurat en el repertori estàndard, principalment als teatres italians. El fet que Mascagni canviés constantment les seves fórmules operístiques no va ajudar. Mascagni volia descartar que la reputació de Cavalleria se centrés massa en el llibret i la història i que finalment aigualís la seva entrada com a compositor. De fet, va distanciar-se immediatament de l'ús dels ingredients habituals de Cavalleria rusticana.
El sorprenent èxit de Cavalleria havia generat esperances d'una revitalització de l'òpera italiana després de més de deu anys de crisi. L'any següent, Mascagni, considerat com el compositor més prometedor de la nova generació, va afegir a aquest esperit amb aquest segon títol, que va ser un triomf aclaparador davant del públic. Per evitar les comparacions amb la seva obra anterior, Mascagni va optar de manera decisiva per canviar la poesia realista i va abraçar la tradició sentimental de la commedia lirica. L'atmosfera serena i l'entorn rural suggereixen un exemple tardà d'aquest gènere semiserio, entre l'òpera seriosa i l'òpera bufa. Mentre que l'òpera anterior es pinta en tons foscos, Fritz tendeix a estar impregnada de colors més clars, color pastel. Amb el seu entorn rural i la narrativa centrada en la recerca de l'amor autèntic, presenta un final feliç, fins i tot amb un personatge positiu (David) que, al capdavall, resulta ser jueu.

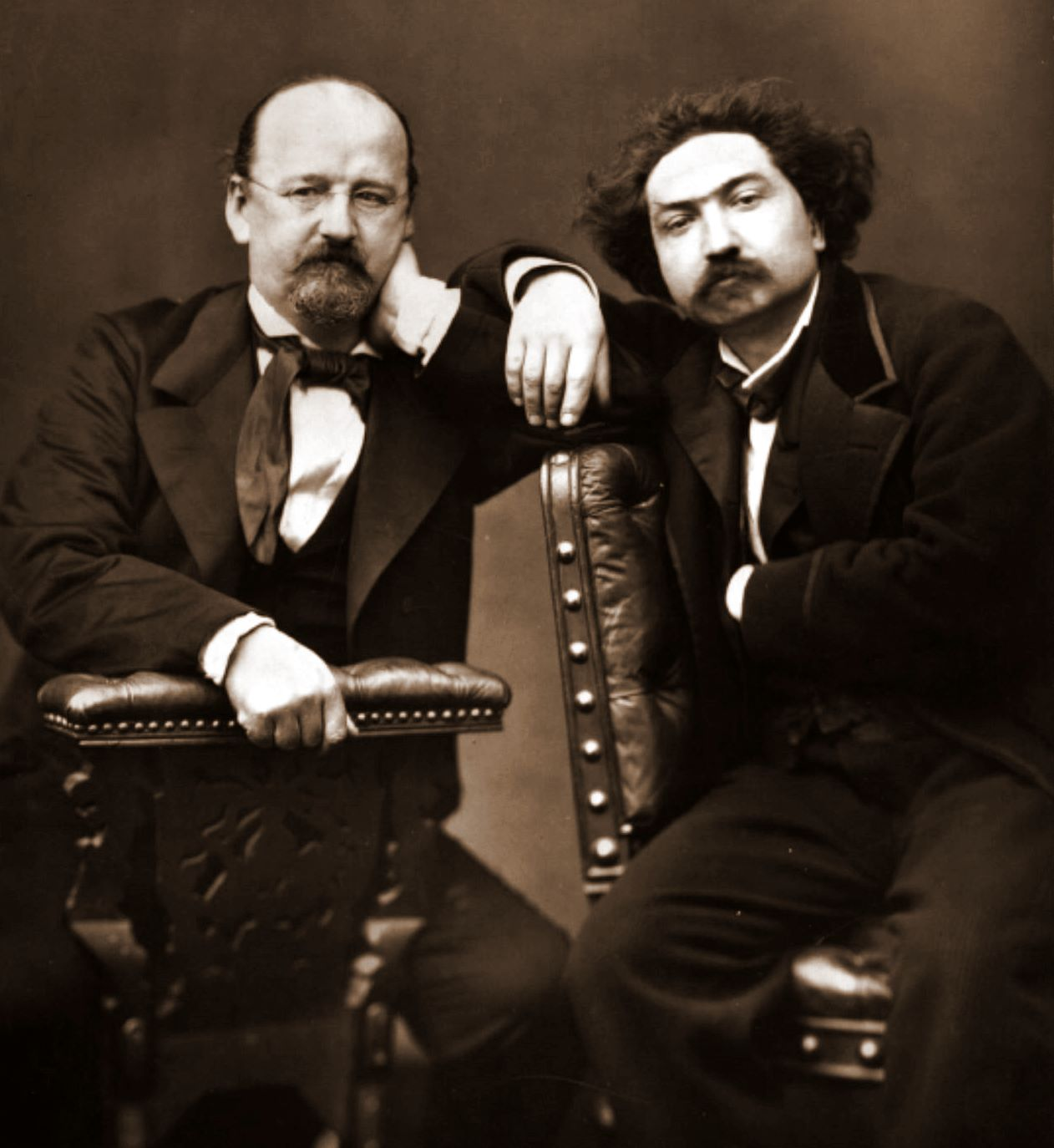
Erckmann i Chatrian, cap al 1875, autors de la novel·la L'ami Fritz en què es basa el llibret

Després de l'èxit de Cavalleria rusticana, l'editor Edoardo Sonzogno va pressionar a Mascagni perquè composés una nova obra. Durant un viatge en tren a Cerignola, Sonzogno li va presentar el text de L'ami Fritz, una comèdia francesa basada en una novel·la escrita per Alexandre Chatrian i Émile Erckmann. Mascagni, entusiasmat pel tema, va acordar amb Sonzogno i el periodista Nicola Daspuro per treballar en l'òpera. Més tard, mentre treballava en L'amico Fritz, Mascagni també estava compromès amb una altra obra, I Rantzau, que finalment es va convertir en la seva tercera òpera.
Mascagni va treballar sense descans a Cerignola, col·laborant estretament amb Nicola Daspuro en una petita habitació amb un piano, tot vestit amb el seu pijama característic. Mentre Daspuro escrivia els versos, Mascagni componia la música. Quan s'enfrontaven a obstacles, demanaven ajuda a Giovanni Targioni Tozzetti i Guido Menasci a través de correspondència per trobar les solucions adequades.

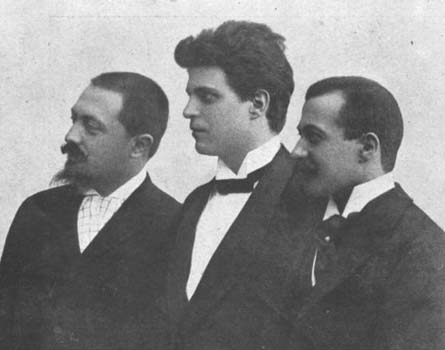
Mascagni i dos dels seus llibretistes habituals Giovanni Targioni-Tozzetti i Guido Menasci. El primer li va donar un cop de mà en aquesta òpera, també

Els dos autors de L'ami Fritz eren alsacians. Émile Erckmann havia nascut a Phalsbourg el 1822, Alexandre Chatrian a Grand-Soldat (avui Abrenschviller) el 1826. El 1847 va començar la seva amistat mentre treballaven al diari Le Républicain alsacien. L'any següent van començar a publicar històries sota el pseudònim d'Erckmann-Chatrian. Després de molts anys de publicar moltes novel·les junts, van acabar la seva col·laboració el 1889 per una disputa sobre els drets d'autor. D'entre les obres publicades, L'ami Fritz, del 1864, va ser un gran èxit. Chatrian va fer una adaptació teatral el 1876 que va ser representada a la Comédie-Française.
Mascagni va començar la composició de l'òpera el 4 de febrer de 1891. L'editor Sonzogno la volia incorporar a la programació de tardor del Teatro Costanzi de Roma. Inicialment, va considerar la possibilitat de recuperar materials d'una cantata juvenil, però finalment va decidir començar de zero. En una carta del 7 de setembre de 1891 a Amintore Galli, Mascagni va informar que només li quedava un terç de l'últim acte i el duo d'amor, i que havia hagut de reescriure el tercer acte amb l'ajuda de Giovanni Targioni-Tozzetti i Guido Menasci, autors del llibret de Cavalleria.

## Historial de representacions

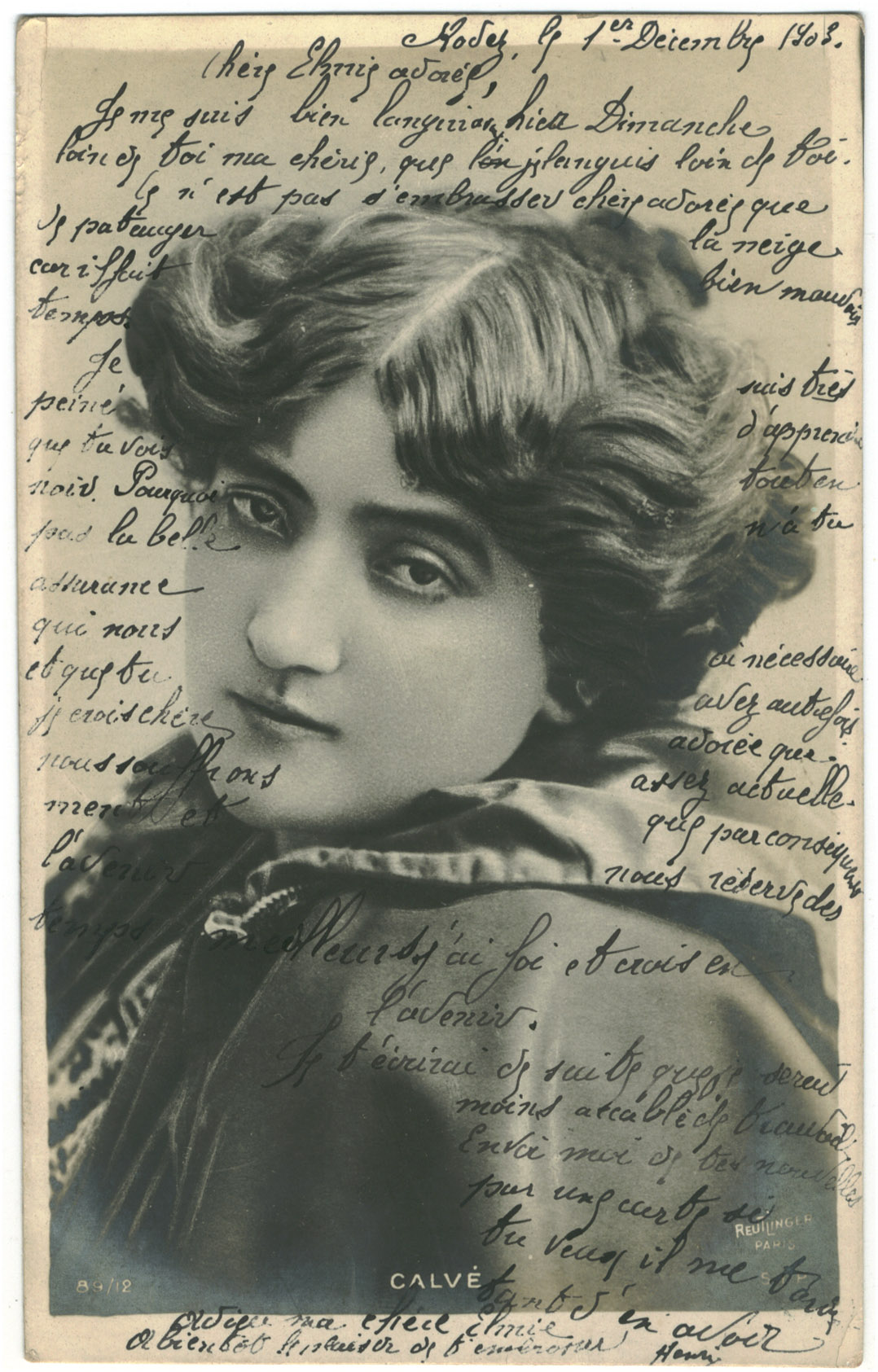
Emma Calvé, soprano que va crear el paper de Suzel

L'òpera es va representar per primera vegada a Roma al Teatre Costanzi, el 31 d'octubre de 1891, sota la direcció de Rodolfo Ferrari. Va ser tot un èxit gràcies a la presència de cantants fora de sèrie com Emma Calvé i Fernando de Lucia al repartiment. Va arribar a teniur trenta-dues aclamacions a l'autor i set bisos. Altres primeres actuacions inclouen les d'⁣Hamburg el 16 de gener de 1892 amb Gustav Mahler dirigint; a Londres el 23 de maig de 1892 a la Royal Opera House de Covent Garden; a Austràlia el 19 d'octubre de 1893 al Princess's Theatre de Melbourne.
Malgrat tenir una feble història, L'amico Fritz va ser, després de Cavalleria, l'èxit més gran de la seva carrera. La consagració definitiva de l'òpera va arribar el setembre 1892, quan va ser representada a Viena i el crític Eduard Hanslick, àrbitre de les opinions musicals a la capital austrohongaresa, va escriure sobre Mascagni: «No hi ha hagut cap altre dels grans que hagi rebut aquests honors, demostracions i ovacions com les que s'han fet a aquest il·lustre hereu de la música italiana». Va ser representada per primera vegada al Gran Teatre del Liceu de Barcelona el 8 de desembre de 1894.
Després de ser una obra habitual als escenaris europeus durant la primera meitat del segle xx, L'amico Fritz va perdre gairebé tota la seva presència després dels anys seixanta. Al mateix temps que el verisme va deixar de ser popular, Mascagni va començar a caure en l'oblit. També va ser una figura incòmoda dins la cultura italiana per la seva associació amb el feixisme. No obstant això, en els últims anys, la seva obra ha estat reavaluada.
Una actuació de Tito Schipa i Mafalda Favero del 1937 a la Scala va obtenir un gran èxit que es pot comprovar en l'enregistrament que es va fer.

## Argument[calcitació]
Temps: indefinit; en algun moment del segle XIX
Lloc: indefinit; probablement en algun lloc d'Alsàcia

### Acte I

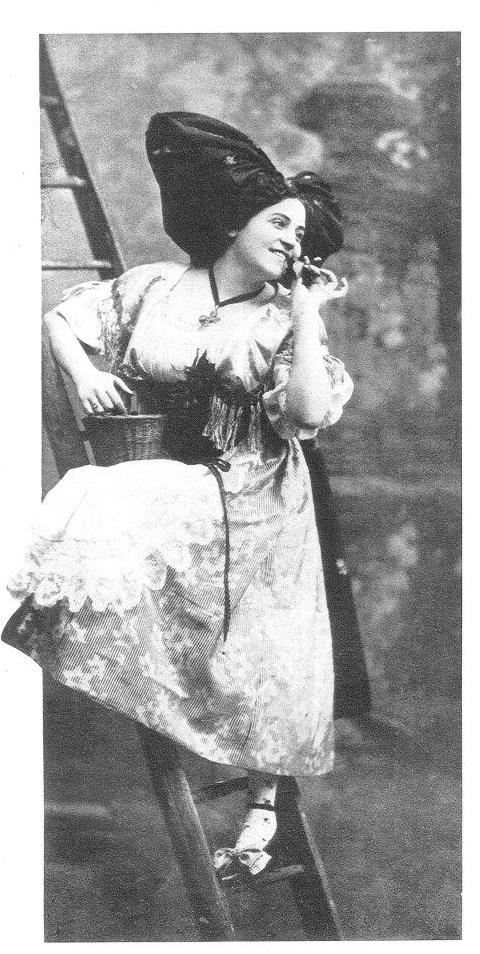
Maria Farneti com a Suzel el 1901

El menjador de la casa de Fritz Kobus
Al menjador de casa seva, en el qual està tot disposat per celebrar la festa del seu aniversari, hi ha Fritz Kobus, ric hisendat, estimat de tots per la seva bondat i simpatia, i David, el seu amic íntim, que després de felicitar-lo per haver complert quaranta anys, intenta convèncer-lo perquè signi un document pel qual Fritz atorga un dot de 3.000 francs a la primera noia pobra que es casi al poble. Fritz fa broma sobre el matrimoni, ja que es considera un solter empedreït.
Entren Honezò i Frederico, amics de Fritz, i Caterina, la majordoma d'aquest. Els nouvinguts victoregen Fritz mentre David es preocupa de preparar el susdit document de dot que Kobus signa. Tots s'asseuen a la taula, menys David, que ha sortit amb el document, i mengen i beuen alegrement. Abans de marxar, David li diu a Fritz, tot fent broma, que si fos ell el nuvi hauria de doblar el dot de la noia. Fritz protesta, i insisteix en les seves conviccions de cèlibe i diu que el seu lema és: «Marit ..., no».
Quan David surt, Caterina anuncia a Suzel, la filla de l'administrador de Fritz, que ve a felicitar-lo. Entra Suzel, una jove molt bella i molt tímida que, sense atrevir-se tot just a pronunciar dues paraules, ofereix a Fritz un ram de violetes. Kobus agraeix l'obsequi amb gentils paraules, i tots elogien a la bonica noia i la fan beure amb ells. Federico proposa un brindis. Des de la terrassa arriba la melodia d'un violí. Quan aquesta cessa, Fritz va a veure qui tocava i es troba amb el seu amic Beppe, que ve també a felicitar-lo. Tots li preguen que torni a tocar i Beppe canta i toca el violí a la manera dels zíngars. Caterina avisa Suzel que el cotxe l'està esperant per portar-la a la hisenda. Suzel s'acomiada i surt.
David, que ha tornat a entrar abans que ella se n'anés, s'adona que la noia ha produït una grata impressió a Fritz. Tots fan bromes respecte Suzel, i afirmen que ha de ser ella la primera que es casi i gaudeixi del dot concedit per Kobus, i divertidament proposen a David que es casi amb ella. Aquest protesta i diu que el que s'ha de casar amb Suzel, o amb Nia, és Fritz, ja que és ric, agradable i bondadós, o sigui, que té totes les condicions necessàries per fer feliç una dona. Fritz insisteix en el seu propòsit de romandre solter, i els seus amics, especialment David, aposten que es casarà. Kobus accepta l'aposta i ofereix la seva millor vinya.
Se sent la música d'una xaranga que es va apropant a poc a poc fins al peu de la terrassa de Fritz. Són els orfes que aquest protegeix i que venen a felicitar el seu benefactor.

### Acte II
El pati d'una granja

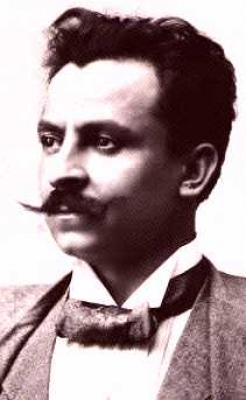
Fernando de Lucia, el primer Fritz Cobus

Suzel està agafant flors i canta acompanyada per un cor interior. La música s'inicia amb el motiu de la cançó popular alsaciana ''Es trug das Madelein''. La bella romança que canta Suzel té forma de balada antiga.
Entra Fritz i elogia el cant de la noia. Suzel li ofereix les flors que ha agafat i li anuncia una sorpresa. Fritz, intrigat, pregunta què és, i la noia li diu que són les primeres cireres de l'hort. Seguidament, surt per la porteta del jardí i apareix al cap d'un moment a la part alta d'una escala des d'on agafa cireres i les tira a Fritz, que és al pati. Després torna al costat d'ell amb el davantal ple de cireres.
Se senten els cascavells d'un cotxe que arriba. Entren David, Beppe, Honezò i Federico. David, en veure l'actitud de Suzel, que quan ells entren se'n va cap a la casa amb aire avergonyit, sospita que alguna cosa passa entre ella i Fritz. Aquest proposa als seus amics anar a fer una passejada per la hisenda i accepten tots menys David, que es queda al pati. Torna a entrar Suzel amb una gerra d'aigua. David li demana que li'n doni, i quan ella li allarga el gerro, li diu que li recorda Rebeca i que ell s'imagina veure Eleazar. Després li pregunta si coneix la Bíblia, i en respondre Suzel afirmativament, li demana que li expliqui la història de Rebeca. Ella li explica, i David li pregunta què contestaria si algú li digués a ella el que Eleazar va dir a Rebeca. Suzel, torbada, no sap què contestar.
Se sent la veu de Fritz que truca a Beppe. Suzel se'n va novament cap a la casa. Entra Fritz. David li diu que Suzel és una noia encantadora, que li agrada molt i que aviat trobarà marit. Fritz s'oposa que la noia es casi, i al·lega que és encara molt jove; però David diu que està decidit a parlar amb el seu pare. Kobus s'indigna, oposant-se rotundament al fet que Suzel es casi; però David diu que no té por i farà el que li sembli. Fritz es mostra molt enfadat i David es dirigeix cap a la casa de camp en què hi ha Suzel i el seu pare.
Quan Fritz es queda sol manifesta la contrarietat que li han produït les paraules de David. Entren Honezò i Federico per acomiadar-se de Fritz. Aquest diu que David es queda, i quan arriba Beppe amb el cotxe, Kobus marxa amb ells. En sentir el soroll dels cascavells del cotxe; arriben David i Suzel i miren cap al camí, i adverteix que Fritz se n'ha anat amb els amics. La noia llavors no pot dissimular més els seus sentiments i es posa a plorar, desesperada, per l'abandonament de Fritz, i diu «No tornarà més!».
(Un cor interior diu aquestes mateixes paraules.) David demostra la seva satisfacció, ja que tot surt com ell desitjava.

### Acte III
El menjador de la casa de Fritz Kobus
Fritz està sol i pensatiu i recorda tristament Suzel. Se sent una veu llunyana que pregona flors. Entra Beppe, i Fritz li confia les seves penes, i després entra David, que diu a Kobus que, efectivament, Suzel es casarà, ja que el seu pare ha donat ja el consentiment. Fritz no vol manifestar el que sent i marxa cap a dins. David ha sortit també, i entra Suzel amb una cistella de fruites per Fritz. Aquest torna a entrar i li pregunta sarcàsticament si és que ha vingut per convidar-lo a les seves noces. Suzel es posa a plorar i li prega que impedeixi aquest matrimoni que David i el seu pare han projectat sense dir-li tan sols amb qui s'ha de casar. Fritz llavors li pregunta si és que estima un altre i per això no vol casar-se amb el que el seu pare ha triat per a ella, i Suzel contesta que sí. Kobus vol saber qui és i la noia no s'atreveix a dir-li-ho, però el mira amb tan amorosa angoixa que Fritz l'abraça i li declara el seu amor, amb gran felicitat de Suzel, que és l'única cosa que ambicionava.
Entren David, Honezò, Federico i Beppe, i Fritz, en veure's sorprès abraçant Suzel, confessa que ha perdut l'aposta i diu a David que la vinya és seva, però aquest se la cedeix a Suzel, juntament amb el document que li atorga el dot concedit per Fritz, acabant-se l'obra amb un cant d'amor.

## Enrergistraments
| Any  | Elenc (Fritz, Suzel, Beppe, David)                                            | Director, Teatre d'òpera i orquestra                                              | Segell                        |
| ---- | ----------------------------------------------------------------------------- | --------------------------------------------------------------------------------- | ----------------------------- |
| 1942 | Ferruccio Tagliavini, Pia Tassinari, Amalia Pini, Saturno Meletti             | Pietro Mascagni RAI National Symphony Orchestra and Chorus                        | Àudio LP: Cetra               |
| 1968 | Luciano Pavarotti, Mirella Freni, Laura Didier Gambardella, Vicente Sardinero | Gianandrea Gavazzeni Chorus and Orchestra of the Royal Opera House, Covent Garden | Àudio CD: EMI                 |
| 2009 | Roberto Alagna, Angela Gheorghiu, Laura Polverelli, George Petean             | Alberto Veronesi Chorus and Orchestra of the Deutsche Oper Berlin                 | Àudio CD: Deutsche Grammophon |